# Glaresis confusa
Glaresis confusa är en skalbaggsart som beskrevs av Brown 1928. Glaresis confusa ingår i släktet Glaresis och familjen Glaresidae. Inga underarter finns listade i Catalogue of Life.